# Alte Kathedrale von Cambrai

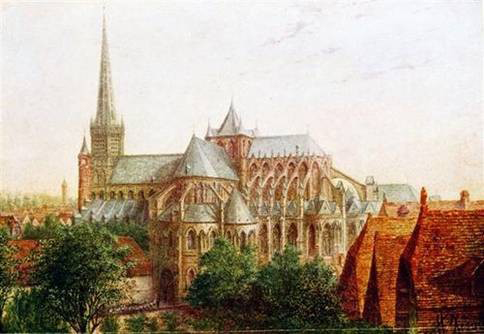
Die alte Kathedrale von Cambrai; Lithographie

Die alte Kathedrale von Cambrai (Ancienne cathédrale Notre-Dame de Cambrai) war eine mächtige gotische Basilika mit Bauteilen aus der Romanik in Cambrai, Nordfrankreich. Sie war die Bischofskirche des Erzbistums Cambrai bis zu ihrer Zerstörung während der Französischen Revolution. Heute sind von ihr keine Reste vorhanden. Ihre Funktion ging 1804 auf die ehemalige Abteikirche Saint-Sépulcre über.

## Geschichte und Architektur

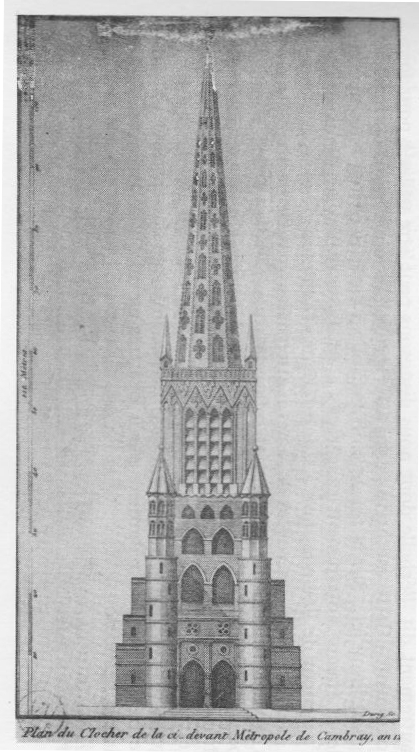
Zeichnung des Westbaus mit dem durchbrochenen Turmhelm (1801)

Die erste Marienkirche an derselben Stelle ist für das Jahr 525 bezeugt. 580 wurde der Sitz des Bistums Arras hierher verlegt. Es folgten mehrere größere Neubauten. Der letzte Vorgängerbau wurde 1148 durch einen Brand vernichtet. Danach begann, mehrfach durch Brände und andere Ereignisse unterbrochen, die jahrhundertelange Baugeschichte der gotischen Kathedrale.
Der älteste sichtbare Teil war der romanische Westbau. Über ihm erhob sich als jüngster Teil der durchbrochene spätgotische Turmhelm, der erst ab 1360 errichtet wurde. Ihm vor allem verdankte die Kathedrale ihren Beinamen „Wunder der Niederlande“ (Merveille des Pays-Bas).
Das Langhaus war in frühgotischen, der langgestreckte hohe Umgangschor mit Kapellenkranz in hochgotischen Formen mit reichem Strebewerk erbaut. Ungewöhnlich waren die Querhausarme, die ebenfalls als voll ausgebildete Umgangschöre mit Kapellen gestaltet waren.
Seit 1450 beherbergte die Kathedrale die byzantinische Marienikone Notre-Dame de Grâce, die hoch verehrt wurde und seit Beginn des 19. Jahrhunderts in der neuen Kathedrale aufbewahrt wird; dort wurde sie in einen Altaraufbau eingefügt, der dem Westbau der alten Kathedrale nachgebildet ist.
In der Renaissance war die Kathedrale von Cambrai eines der wichtigsten europäischen Musikzentren. An ihr wirkten der bedeutende Komponist Guillaume Du Fay († 1474) sowie u. a. Nicholas Grenon († 1456), Hayne van Ghizeghem († 1497), Jacob Obrecht († 1505), Loyset Compère († 1518), Laurent de Vos († 1580) und Philippe de Monte († 1603).
Im Verlauf der Französischen Revolution wurde die Kathedrale 1791 dem staatlichen Gottesdienst zugeführt, erlitt dennoch im folgenden Jahr Beschädigungen und wurde ab 1793 als Kornspeicher verwendet. 1796 wurde sie von einem Kaufmann erworben, der ihre Steine als Baumaterial verkaufte. Nach der Jahrhundertwende begannen Planungen, die noch vorhandenen Reste zu konservieren. 1809 stürzte der berühmte Turmhelm ein. Im darauf folgenden Jahrzehnt verschwand das Bauwerk vollständig.